# (459) Signe
(459) Signe – planetoida z pasa głównego asteroid okrążająca Słońce w ciągu 4 lat i 89 dni w średniej odległości 2,62 j.a. Została odkryta 22 października 1900 roku w Landessternwarte Heidelberg-Königstuhl w Heidelbergu przez Maxa Wolfa. Nazwa planetoidy pochodzi od Signe siostry Sygmunda w mitologii nordyckiej. Przed jej nadaniem planetoida nosiła oznaczenie tymczasowe (459) 1900 FM.